# Cryptopygus elegans
Cryptopygus elegans (Cardoso, 1973)
Espèce
Synonymes
- Isotomina elegans Rapoport & Izarra, 1962

Cryptopygus elegans est une espèce de collemboles de la famille des Isotomidae.

## Distribution
Cette espèce est endémique d'Argentine.

## Systématique et taxinomie
Cette espèce a été décrite sous le protonyme Isotomina elegans par Rapoport et Izarra en 1962. Elle est placée dans le genre Cryptopygus par Mari Mutt et Bellinger en 1990.

## Publication originale
- Rapoport & Izarra, 1962 : Colembolos de Bahia Blanca (Argentina) V. Physis Buenos Aires, vol. 23, p. 249-256.